# Лаумиконяй
Лаумиконяй (лит. Laumikoniai) — село в восточной части Литвы, входит в состав Дубингяйского староства Молетского района. По данным переписи 2011 года, население Лаумиконяя составляло 24 человека.

## География
Село расположено в южной части района, недалеко от озера Висбарас. Расстояние до города Молетай составляет 24 км, до местечка Дубингяй — 2 км.

## Население
| 1905                           | 1923 | 1959 | 1970 | 1979 | 1989 | 2001 | 2011 |
| ------------------------------ | ---- | ---- | ---- | ---- | ---- | ---- | ---- |
| 158                            | 195  | 91   | 59   | 51   | 42   | 36   | 24   |
| Гистограмма динамики населения |      |      |      |      |      |      |      |